# Beat (zenész)
Fehér Tibor, művésznevén Beat (Balassagyarmat, ? –) magyar roma rapper és dalszerző, aki a hazai hiphop egyik úttörőjeként vált ismertté az 1990-es évek végén. Legismertebb munkája a Fekete Vonat nevű formációban volt, amely Mohamed Fatimával és L.L. Juniorral közösen alakult 1997-ben.

## Életrajz és zenei pálya
Beat Balassagyarmaton született, és már fiatalon érdeklődött a zene iránt. 1997-ben társalapítója lett a Fekete Vonatnak, amely a roma kultúra és a hiphop ötvözésével hozott újat a magyar zenei életbe. A zenekar több sikeres albumot adott ki, köztük az „A város másik oldalán” című lemezt, amelyen a címadó dal Grover Washington Jr. és Bill Withers „Just the Two of Us” című számának feldolgozása volt .
A Fekete Vonat 2002-ben feloszlott, és a tagok külön utakon folytatták karrierjüket. Beat szólókarrierbe kezdett, és kiadta „Ritmuskrisztus” című albumát.

## Visszatérés és későbbi évek
2023-ban, több mint két évtizedes szünet után, a Fekete Vonat újra összeállt, és koncertet adott a Papp László Sportarénában . A fellépés után azonban pénzügyi viták és nézeteltérések merültek fel a tagok között.
Beat az elmúlt években nehézségekkel küzdött, és sajtóhírek szerint hajléktalanná vált. Ennek ellenére továbbra is aktív a zenei életben, és új projekteken dolgozik.

## Örökség
Beat munkássága jelentős hatással volt a magyar hiphop és roma zene fejlődésére. A Fekete Vonat úttörő szerepet játszott a roma kultúra és a modern zenei stílusok ötvözésében, és Beat hozzájárulása ehhez a mozgalomhoz elismerést váltott ki a szakmában és a közönség körében egyaránt.